# إدي تومسون (رجل أعمال)
إدي تومسون (بالإنجليزية: Eddie Thompson)‏ هو شخصية أعمال ومحاسب بريطاني، ولد في 16 يوليو 1940 في غلاسكو في المملكة المتحدة، وتوفي في 15 أكتوبر 2008 في دندي في المملكة المتحدة بسبب سرطان البروستاتا.